# Antipartisanmärket

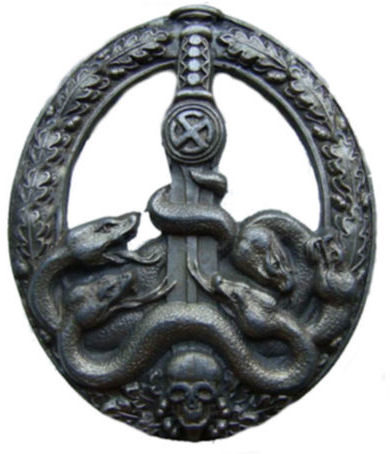
Antipartisanmärket.

Antipartisanmärket (tyska Bandenkampfabzeichen) var en utmärkelse i Tredje riket och förlänades militär personal som hade stridit mot partisaner. Utmärkelsen instiftades av Adolf Hitler den 29 januari 1944.
Antipartisanmärket fanns i tre klasser:
- Guld – 100 stridsdagar
- Silver – 50 stridsdagar
- Brons – 20 stridsdagar

### Webbkällor
- ”Anti-Partisan Badge – Bandenkampfabzeichen” (på engelska). Wehrmacht-Awards.com. Arkiverad från originalet den 3 juni 2013. https://www.webcitation.org/6H6nzEhz3?url=http://www.wehrmacht-awards.com/war_badges/heer/anti_partisan_badge.htm. Läst 3 juni 2013.